# Begonia humilis
Begonia humilis är en begoniaväxtart som beskrevs av William Aiton. Begonia humilis ingår i släktet begonior, och familjen begoniaväxter. Inga underarter finns listade i Catalogue of Life.